# Municipio 3 (Arkansas)
El municipio 3 (en inglés: Township 3) es un municipio ubicado en el condado de Benton en el estado estadounidense de Arkansas. En el año 2010 tenía una población de 20037 habitantes y una densidad poblacional de 731,78 personas por km².

## Geografía
El municipio 3 se encuentra ubicado en las coordenadas 36°16′22″N 94°7′30″O / 36.27278, -94.12500. Según la Oficina del Censo de los Estados Unidos, el municipio tiene una superficie total de 27.38 km², de la cual 27.26 km² corresponden a tierra firme y (0.45%) 0.12 km² es agua.

## Demografía
Según el censo de 2010, había 20037 personas residiendo en el municipio 3. La densidad de población era de 731,78 hab./km². De los 20037 habitantes, el municipio 3 estaba compuesto por el 65.88% blancos, el 1.41% eran afroamericanos, el 1.11% eran amerindios, el 2.04% eran asiáticos, el 1.87% eran isleños del Pacífico, el 24.8% eran de otras razas y el 2.88% pertenecían a dos o más razas. Del total de la población el 40.34% eran hispanos o latinos de cualquier raza.